# Olav Økern
Olav Økern   (Hole, 3 de juny de 1911 - Hole, 11 d'abril de 2000) va ser un esquiador de fons noruec que va competir durant les dècades de 1930, 1940 i 1950.
El 1948 va prendre part en els Jocs Olímpics de Sankt Moritz, on va disputar dues proves del programa d'esquí de fons. Guanyà la medalla de bronze en la prova dels relleus 4x10 quilòmetres formant equip amb Erling Evensen, Olav Hagen i Reidar Nyborg. En la prova dels 18 quilòmetres fou tretzè. Quatre anys més tard, als Jocs d'Oslo, fou quarta en la prova dels 50 quilòmetres.
En el seu palmarès també destaca una medalla de plata al Campionat del Món d'esquí nòrdic de 1938.